# Mae-Wan Ho
Mae-Wan Ho (* 12. November 1941; † 24. März 2016) war eine Biologin und Aktivistin aus Hongkong. Ho ist Direktorin des von ihr mitbegründeten Institute of Science in Society (I-SIS).

## Leben
Ho hat einen Bachelor in Biologie und Chemie (1964) und einen Ph.D. in Biochemie (1968) der Universität Hongkong.
Nach ihrer Promotion forschte Ho mehrere Jahre in den USA (USC und UCSD), bevor sie 1972 an die Universität London kam. Von 1976 bis 2000 war sie als Lecturer und Reader an der Open University beschäftigt.
Seit den 1990er Jahren profilierte sich Ho als Anti-Gentechnikaktivistin. I-SIS ist mit Veröffentlichungen auf den Gebieten Globale Erwärmung, Grüne Gentechnik, Homöopathie, traditionelle chinesische Medizin und Wassergedächtnis. Ho lehnt die Synthetische Evolutionstheorie ab. Für einige ihrer Ansichten wurde Ho und I-SIS von anderen Wissenschaftlern kritisiert.
Seit 2001 ist Ho Beraterin des Cartagena-Protokolls.

## Veröffentlichungen (Auswahl)
- Mae-Wan Ho. Living Rainbow H2O, Singapore; River Edge, NJ: World Scientific, 2012. ISBN 978-981-4390-89-7.
- Mae-Wan Ho. The Rainbow and the Worm, the Physics of Organisms, Singapore; River Edge, NJ: World Scientific, 1998. ISBN 981-02-4813-X.
- Mae-Wan Ho. Genetic engineering: dream or nightmare? Turning the tide on the brave new world of bad science and big business, New York, NY: Continuum, 2000. ISBN 0-8264-1257-2.
- Mae-Wan Ho. Living with the fluid genome, London, UK: Institute of Science in Society; Penang, Malaysia: Third World Network, 2003. ISBN 0-9544923-0-7.
- Mae-Wan Ho, Sam Burcher, Rhea Gala and Vejko Velkovic. Unraveling AIDS: the independent science and promising alternative therapies, Ridgefield, CT: Vital Health Pub., 2005. ISBN 1-890612-47-2.
- Mae-Wan Ho, Peter Saunders. Beyond Neo-Darwinism: An Introduction to the New Evolutionary Paradigm, London: Academic Press, 1984. ISBN 978-0-12-350080-9